# Kalendarium powstania warszawskiego – 2 października

## 2 października, poniedziałek
Cały dzień trwa opuszczanie stolicy przez ludność cywilną. Wyszło ok. 16 tys. osób, jednak 80% mieszkańców Śródmieścia nadal pozostawało w mieście. Około godziny 20/21.00 walki w Warszawie ustają. 
W Ożarowie Mazowieckim toczą się rozmowy w sprawie kapitulacji, kończą się 3 października, około godziny 2.00 w nocy podpisany zostaje w Ożarowie Mazowieckim honorowy akt o kapitulacji. Przedstawicielami strony polskiej są: Kazimierz Iranek-Osmecki i Zygmunt Dobrowolski, z niemieckiej Erich von dem Bach. Żołnierze Armii Krajowej zostali uznani przez Niemców za jeńców wojennych, przyznane zostały im prawa kombatanckie, ludność cywilna miała być natomiast chroniona i traktowana zgodnie z konwencjami wojennymi. Były to niektóre z warunków kapitulacji powstańców. Warunki w sprawie ludności cywilnej zostały przez Niemców złamane, gdyż ludność cywilną osadzono w obozie w Pruszkowie, skąd masowo wywożono ją do obozów koncentracyjnych i na roboty przymusowe.